# Caixa dois
A expressão caixa dois (português brasileiro) ou saco azul (português europeu) se refere a recursos financeiros não contabilizados e não declarados aos órgãos de fiscalização competentes do Poder Executivo. Entre os crimes de caixa dois, o de lavagem de dinheiro e organização criminosa estão no âmbito do Poder Judiciário (Supremo Tribunal Federal), ampliando a gravidade do crime. O caixa dois é utilizado por algumas empresas  que deixam de emitir ou emitem notas fiscais com valor menor ao da transação realizada, para que sejam devidos menos tributos. Desta forma, ao declarar os valores das notas fiscais aos órgãos fiscalizadores, apura-se menos tributos a recolher ao erário. A diferença constitui o caixa dois, o "esquecimento do contador da empresa". Com a multa e os juros, essa diferença deverá ser paga ao erário público.
No entanto, no contexto da transações corruptas, tais como aquelas feitas por governos ou grandes corporações, um caixa dois pode ter conotações particulares de ilegalidade, ilegitimidade, ou do sigilo em relação ao uso deste dinheiro e os meios pelo qual os fundos foram adquiridos. Os fundos são normalmente feitos para discretamente pagar as pessoas influentes em troca de um tratamento preferencial, avançar informações (por exemplo, para adquirir informação não pública em transações financeiras) ou algum outro serviço.
No caso do caixa dois eleitoral, são valores de empresas ou de agentes financeiros que são doados à determinados candidatos e/ou partidos políticos como forma de receber em troca favores políticos caso estes sejam eleitos (entre eles processos irregulares, aprovação de leis que os favoreçam, entre outras atividades). O caixa 2 eleitoral é crime, porém, não está explicito na lei. Embora não exista uma lei específica para o caixa dois, ele se enquadra  na Lei do Colarinho Branco, Lei contra Crimes Tributários e ainda como falsidade ideológica, se configurando assim uma prática de conduta ilegal. Tem como punição a pena de dois a cinco anos de prisão e multa, de acordo com o artigo 350 do Código Eleitoral Brasileiro.
Uma das medidas tomadas pelo governo na tentativa de combater essa prática, foi a instauração do Sistema Público de Escrituração Digital (Sped), uma arma para detectar e inibir fraudes. Em 2016, foi discutida por partidos políticos e parlamentares uma emenda para incluir a anistia ao caixa 2 nas 10 Medidas contra corrupção, projeto de lei de iniciativa popular. O texto da emenda para anistiar crimes de corrupção foi duramente criticado por ONGs, entidades, instituições, associações, movimentos sociais, Ministério Público Federal, Procuradoria-Geral da República, advogados, juízes e desembargadores.

## Exemplos no Brasil

### Sérgio Cabral
Em 2017, o ex-governador do Rio de Janeiro Sérgio Cabral foi preso na Operação Calicute, uma desdobramento da Operação Lava Jato, acusado de receber propina em troca de concessões para construtoras em obras públicas, como nas obras do Arco Metropolitano, PAC das favelas e na reforma do estádio Maracanã. O esquema também desviava dinheiro das obras públicas, onde a polícia calculou o valor de 340 milhões de reais desviados e gastos com atividades pessoais de Cabral. Neste caso de caixa dois, os crimes cometidos pelo réu se enquadraram em desvio de verba, lavagem de dinheiro, corrupção e organização criminosa.[carece de fontes?]

### Odebrecht
Em documentos apreendidos pela Polícia Federal do Brasil relacionados ao caso Organização Odebrecht (atual Novonor) na Operação Lava Jato, em sua 23.ª fase, batizada de Acarajé listam mais de 316 políticos de diversos partidos, que receberam supostamente repasses ilegais. A notícia divulgada no blog de Fernando Rodrigues, constava em março de 2016 que a lista citava 200 políticos envolvidos em casos de caixa dois. As planilhas contendo as listas se encontravam no domínio do ex-presidente da Odebrecht Infraestrutura Benedicto Barbosa Silvia Junior, nessas planilhas constavam os nomes e "doações oficiais" também identificadas como bônus por Marcelo Odebrecht, herdeiro do grupo, em delação premiada ao juiz federal Sergio Moro.